# Fronteira Bolívia–Chile
A fronteira entre Bolívia e Chile é a linha que limita os territórios entre eles, e que se estende por 861 km no sentido norte-sul, no nordeste do Chile, entre duas fronteiras tríplices:
Chile-Bolívia-Peru e Chile-Bolívia-Argentina (este ponto fica um pouco a norte do Trópico de Capricórnio). 
Esta fronteira foi fixada com o tratado de paz assinado entre os dois países em 1904, na sequência da Guerra do Pacífico na qual a Bolívia, em 1883, perdeu a região de Antofagasta e o acesso ao mar. Este acordo foi questionado pela Bolívia, que submeteu o caso ao Tribunal Internacional de Justiça em Haia durante o governo de Evo Morales, no entanto, esta demanda foi finalmente rejeitada pelo Tribunal em outubro de 2018 por 12 votos a 3 contra a Bolívia e a favor do Chile.